# Gus Hutchison
Gus Hutchison (Atlanta, Georgia, 26 april 1937) is een voormalig Formule 1-coureur uit de Verenigde Staten. Hij reed in 1970 1 Grand Prix voor het team Brabham waarvoor hij geen punten scoorde.